# Villa Il Ventaglio
 (mars 2024).
La villa Il Ventaglio est un édifice entouré d'un parc situé au 12 de la via Aldini, à Florence.
Depuis décembre 2014, le ministère des Biens et des Activités culturelles le gère par l'intermédiaire du  Pôle Muséal de la Toscane. 

## Histoire
Dans la première moitié du XVe siècle, la villa, propriété de Lippaccio et Giovanni Brancacci, était décrite comme une «chasa da oste» et était un lieu de repos pour les pèlerins qui, de Porta à Pinti (l'actuelle Piazzale Donatello), se rendaient au Couvent San Domenico (Fiesole). Après une série de passages de propriété, la villa fut achetée, dans la première moitié du XIXe siècle, par le comte Giuseppe Archinto. Il chargea Giuseppe Poggi de rénover la maison et de re-concevoir le jardin. Poggi, en s'appuyant sur la collaboration du jardinier et botaniste Attilio Pucci, le  transforma en un parc romantique. Les travaux de terrassement durèrent jusqu'en 1856, après quoi on commença à planter des arbres (tilleuls, ormes, marronniers d'Inde et micocouliers).
La mort, survenue en 1861, du comte Giuseppe Archinto l'empêcha de profiter de cette création de Poggi. En 1862, Luigi Archinto fut contraint par des raisons financières de vendre la villa à Aristide Castelli. En 1969, la villa et le jardin furent repris par l'État italien. La villa, avec une entrée dans la via della Forbici, a été cédée à l'Université Internationale d'Art, active depuis 1968 et qui y réside toujours.

## Le parc
Le bâtiment est entouré de terrasses disposées sur deux niveaux; le niveau inférieur, relié à l'avenue du parc par un double escalier, présente un beau jardin suspendu à l'italienne, caractérisé par des plates-bandes de roses. Ce jardin, communiquant avec la villa par un portail désormais inutilisé, est un parc monumental ouvert gratuitement au public et géré par la Soprintendenza pour les biens architecturaux et paysagers de Florence.
La longue avenue sinueuse qui monte de la via Aldini à l'esplanade en face de la villa constitue l'élément caractérisant le dessin du parc et, avec le système de sentiers et d'escaliers qui coupent la colline, elle rappelle les solutions expérimentées par le Poggi dans la conception des Viali dei Colli et de la zone Piazzale Michelangelo.
Le parc dispose d'une installation scénographique basée sur l'alternance entre des vues suggestives de Florence et la recherche de perspectives grâce au contraste entre les grandes masses d'arbres et les grandes surfaces en pelouse. À l'entrée du parc, un étang héberge des oiseaux aquatiques, des poissons et des tortues d'eau, à l'intérieur duquel se trouve une petite île, reliée à la pelouse par un petit pont. Dans la partie la plus haute du parc, sur les pentes de la villa, un labyrinthe de haies adossé à un versant de la colline offre un joli spectacle.
Depuis les années 1990, le patrimoine arboricole du parc connaît un déclin constant, faute de fonds suffisants pour en assurer l'entretien coûteux. De nombreuses zones autrefois arborées ont été transformées en pré, comme c'est le cas du petit bois de marronniers d'Inde, qui a maintenant disparu, au premier virage de l'avenue, et des pins et cèdres du Liban coupés et non remplacés dans la pelouse autour de l'étang.

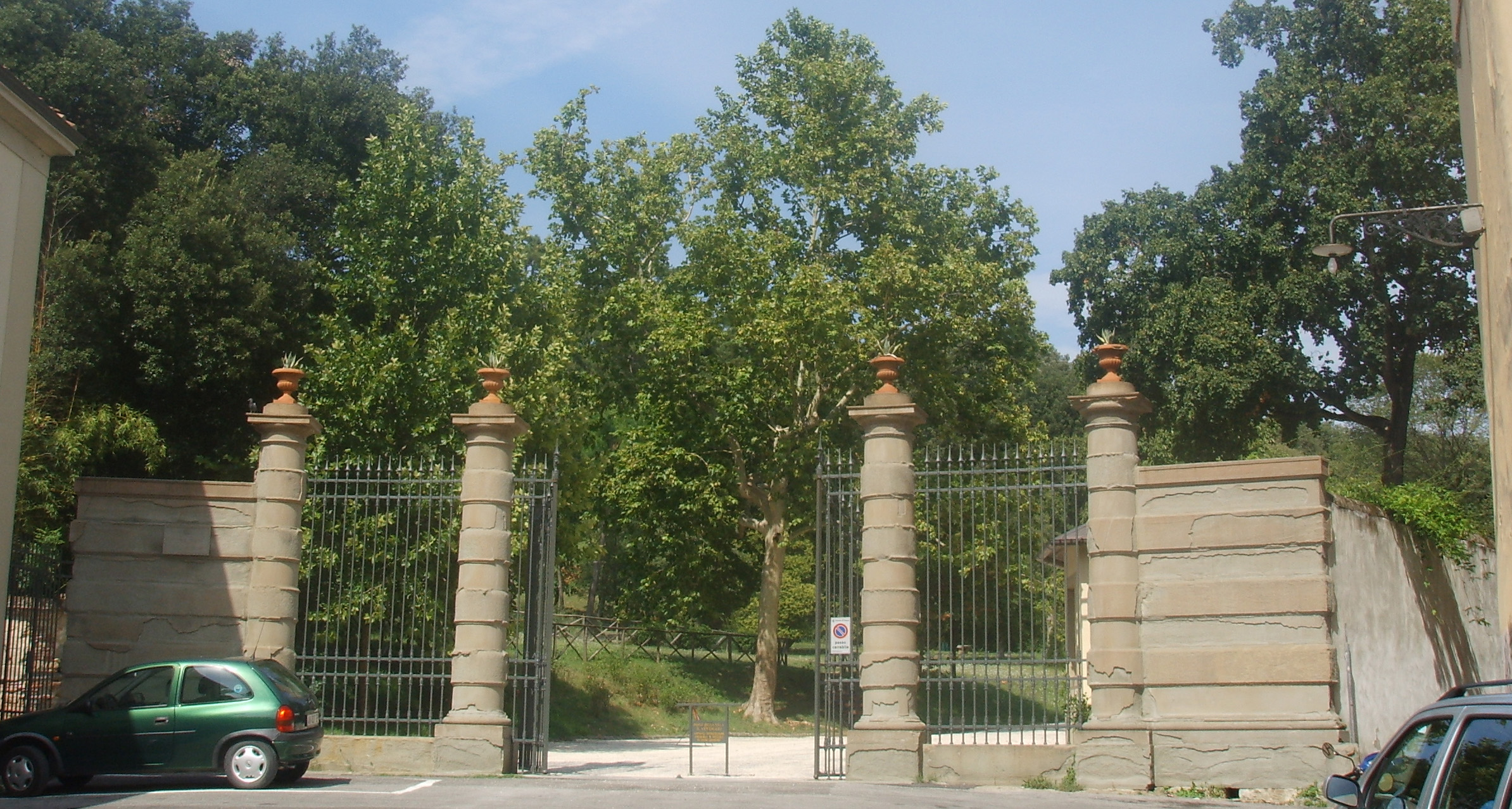
L'entrée des jardins.
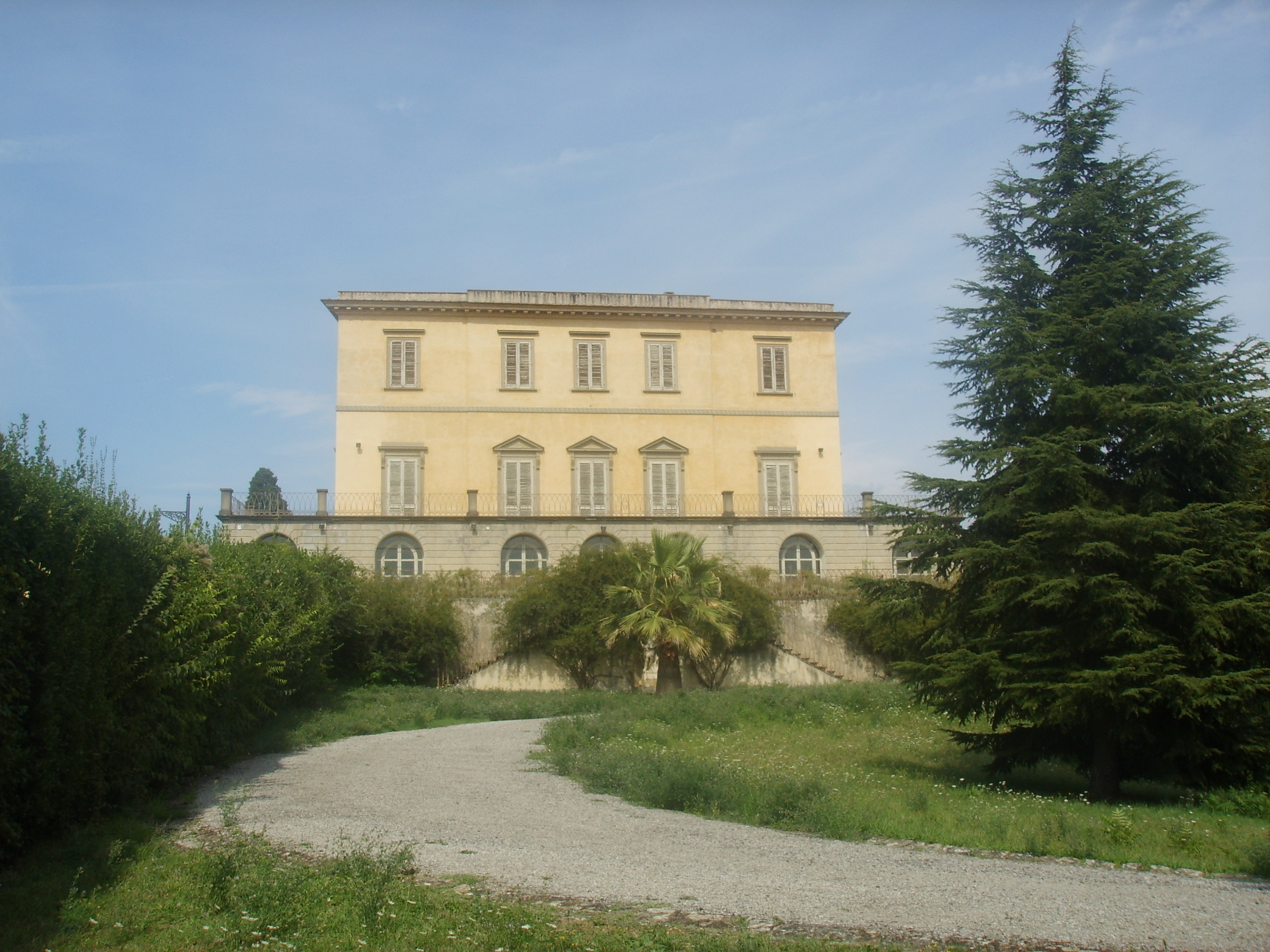
La villa.
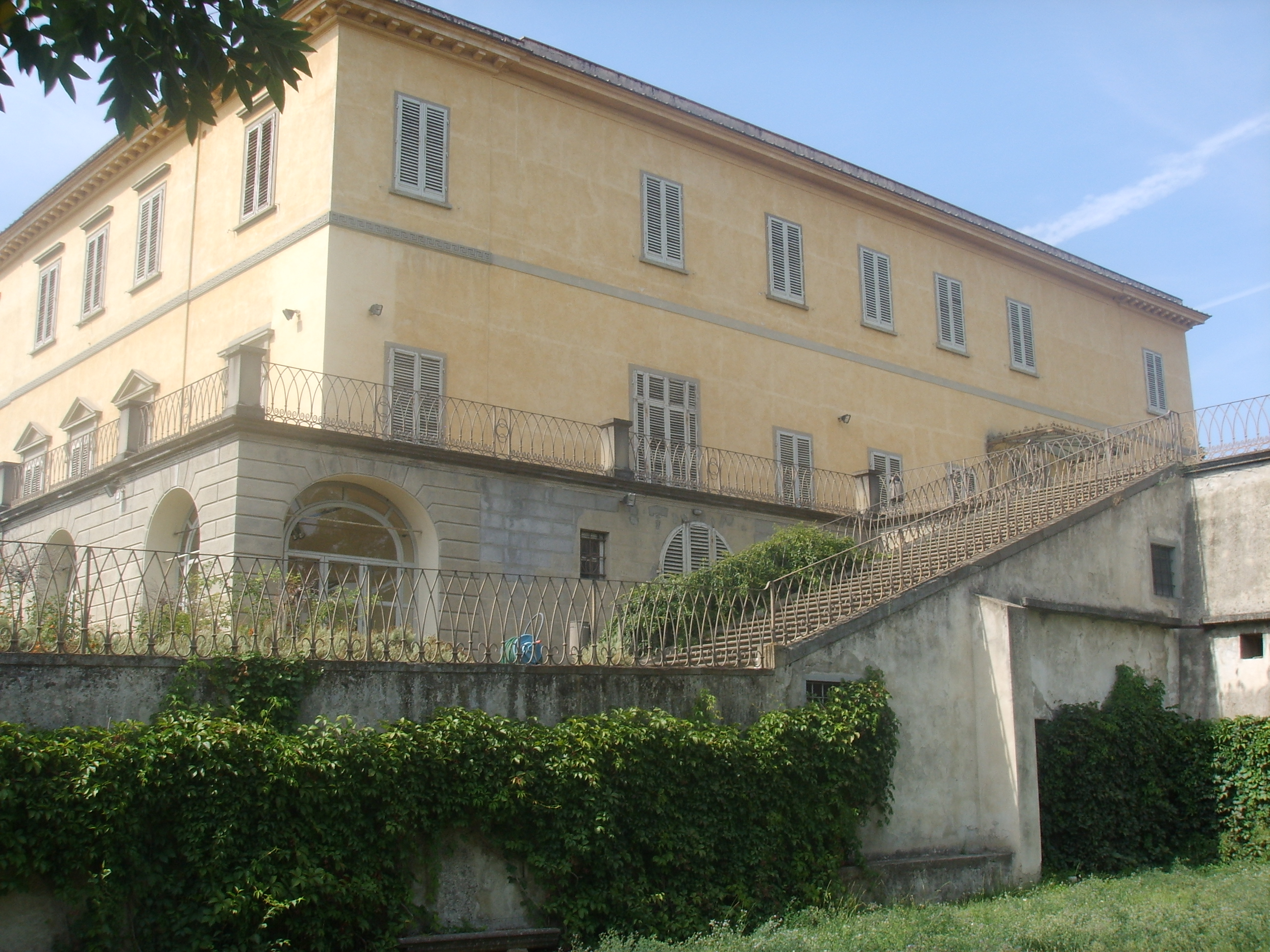
La villa.
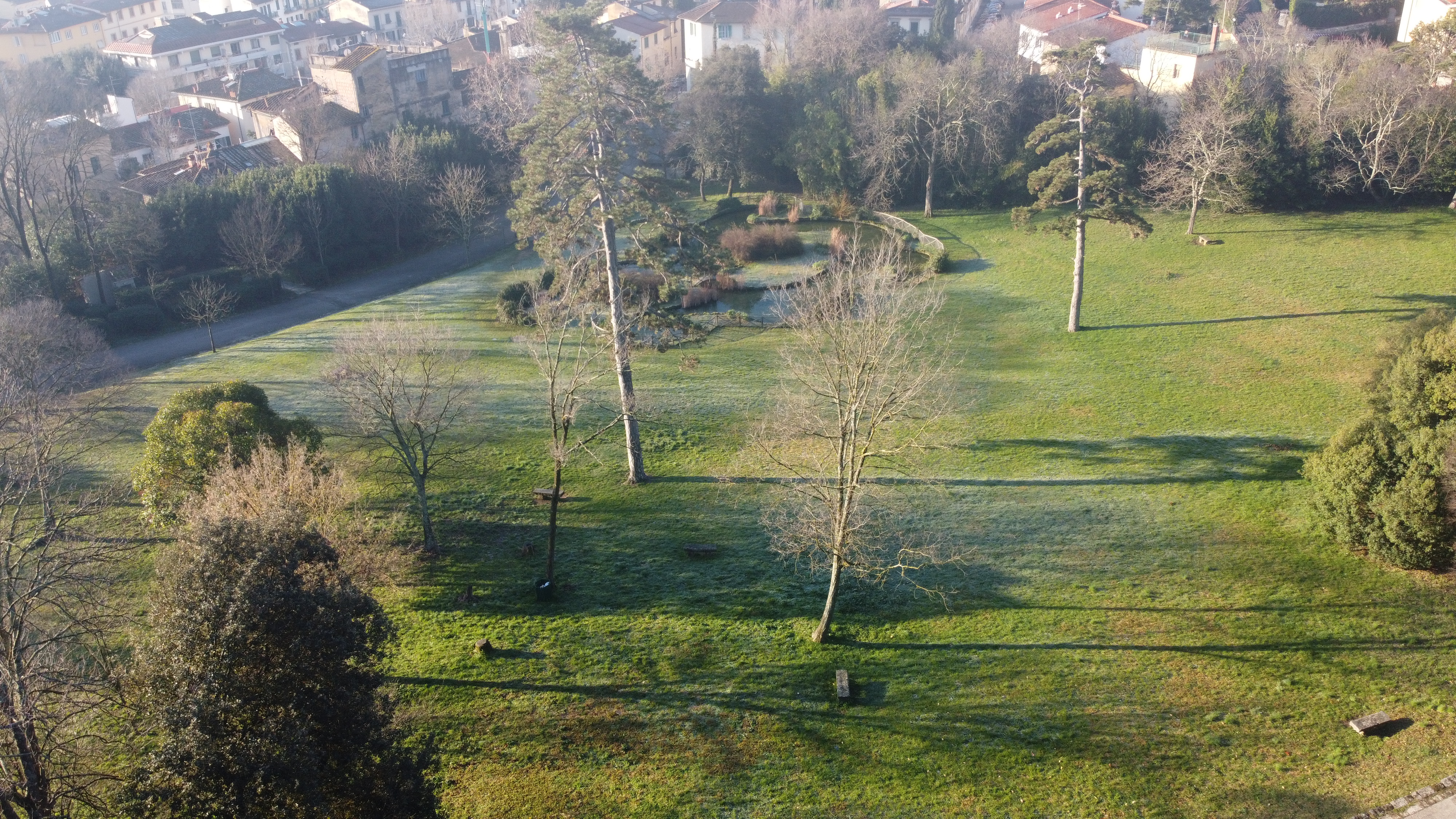
L'intérieur du parc.